# Le Dossier noir
Pour plus de détails, voir Fiche technique et Distribution.
Le Dossier noir est un film policier italo-français réalisé par André Cayatte, sorti en 1955.

## Synopsis
Dans les années 1950, dans une petite ville de province, un jeune juge inexpérimenté se heurte à un notable influent lors d'une enquête qu'il mène sur une mort qui se révèle être suspecte. Sa persévérance pour faire éclater la vérité va provoquer un énorme scandale.

## Fiche technique
- Titre : Le Dossier noir
- Second titre : La Main enchantée
- Titre américain : Carnival of Sinners
- Titre britannique : The Devil's Hand
- Réalisation : André Cayatte, assisté de Jean Valère
- Scénario : André Cayatte et Charles Spaak
- Dialogue : Charles Spaak
- Décors : Jacques Colombier
- Costumes : Rosine Delamare
- Musique : Louiguy
- Photographie : Jean Bourgoin
- Son : Jacques Lebreton
- Montage : Paul Cayatte, assistante Nicole Colombier
- Directeur de production : Henri Baum
- Société de production :  Speva Films  France
  - Production déléguée : Rizzoli Film  Italie
- Société de distribution : Gaumont
- Pays :  France /  Italie
- Tourné en Noir et blanc
- Durée : 115 minutes
- Genre : Drame policier
- Année : 1955
- Date de sortie en salles : 
  - France - 11 mai 1955
- Affiche : René Péron (France)

## Distribution
- Jean-Marc Bory : le juge d'instruction Jacques Arnaud
- Antoine Balpêtré : Dutoit
- Henri Crémieux : le procureur
- Noël Roquevert : le commissaire Franconi
- Danièle Delorme : Yvonne Dutoit
- Paul Frankeur : Boussard
- Lea Padovani : Mme Le Guen
- Bernard Blier : l'inspecteur Noblet
- Daniel Cauchy : Jo
- Sylvie : Mme Bouju
- Jean-Pierre Grenier : Gilbert Le Guen
- Jacques Moulières : Marcel
- Christian Fourcade : Alain Le Guenn
- Nelly Borgeaud : Danièle
- Guy Decomble : l'inspecteur Leroy
- Cécile Didier : Mme Le Guen mère
- Lucien Raimbourg : Titiche
- Jacques Duby : Flavier
- Gabrielle Fontan : la logeuse
- Lucien Nat : le docteur
- Edmond Ardisson : le restaurateur
- Héléna Manson : la femme du procureur
- Madeleine Barbulée : la sœur du procureur
- Jacques Marin : un policier
- Paul Barge : Austin
- Jean Daurand : Titi
- Nadine Basile : Suzanne Boussard
- Jean Berton : le garde de la prison
- Charles Bouillaud : le valet de Bonnard
- Monette Dinay : Thérèse
- Giani Esposito : Jean de Montesson
- Yvette Étiévant : la concierge du palais
- Paul Faivre : le bistrot
- René Génin : le greffier
- Enrico Glori : Vaillant
- Gabriel Gobin : le brigadier
- Charles Lemontier : un journaliste
- Liliane Maigné : Florence
- Robert Moor : M. de Montesson
- Robert Rollis : Félix
- Roger Saget : Goulet
- Madeleine Suffel : la voisine
- André Valmy : l'inspecteur Carlier
- François Vibert : l'avocat de Titiche
- Maria Zanoli : Marthe
- Alain Bouvette
- Claire Brier
- Bernard Cara
- Jacqueline Marbaux
- Marcel Rouzé
- Arlette Selatti
- Julien Verdier

## Distinctions
Le film a été présenté en sélection officielle en compétition au Festival de Cannes 1955.